# Xã Union, Quận Porter, Indiana
Xã Union (tiếng Anh: Union Township) là một xã thuộc quận Porter, tiểu bang Indiana, Hoa Kỳ. Năm 2010, dân số của xã này là 8.811 người.